# Groupe H des éliminatoires du Championnat d'Europe de football 2016
Navigation
Groupe G Groupe I
Cet article donne le calendrier, les résultats des matches ainsi que le classement du groupe H des éliminatoires de l'Euro 2016.

## Classement
| Rang | Équipe      | Pts  | J  | G | N | P | Bp | Bc | Diff |  | Résultats (▼ dom., ► ext.) |     |     |     |     |     |     |
| ---- | ----------- | ---- | -- | - | - | - | -- | -- | ---- |  | -------------------------- | --- | --- | --- | --- | --- | --- |
| 1    | Italie      | 24   | 10 | 7 | 3 | 0 | 16 | 7  | +9   |  | Italie                     |     | 1-1 | 2-1 | 1-0 | 2-1 | 1-0 |
| 2    | Croatie     | 20-1 | 10 | 6 | 3 | 1 | 20 | 5  | +15  |  | Croatie                    | 1-1 |     | 5-1 | 3-0 | 6-0 | 2-0 |
| 3    | Norvège     | 19   | 10 | 6 | 1 | 3 | 13 | 10 | +3   |  | Norvège                    | 0-2 | 2-0 |     | 2-1 | 0-0 | 2-0 |
| 4    | Bulgarie    | 11   | 10 | 3 | 2 | 5 | 9  | 12 | -3   |  | Bulgarie                   | 2-2 | 0-1 | 0-1 |     | 2-0 | 1-1 |
| 5    | Azerbaïdjan | 6    | 10 | 1 | 3 | 6 | 7  | 18 | -11  |  | Azerbaïdjan                | 1-3 | 0-0 | 0-1 | 1-2 |     | 2-0 |
| 6    | Malte       | 2    | 10 | 0 | 2 | 8 | 3  | 16 | -13  |  | Malte                      | 0-1 | 0-1 | 0-3 | 0-1 | 2-2 |     |

- Malte est éliminé depuis le 3 septembre 2015 à la suite de sa défaite (1-0) en Italie conjuguée au match nul (0-0) entre la Croatie et l'Azerbaïdjan et à la victoire (0-1) de la Norvège en Bulgarie.
- L'Azerbaïdjan est éliminé depuis le 6 septembre 2015 à la suite de son partage (2-2) à Malte conjuguée à la victoire (2-0) de la Norvège face à la Croatie.
- La Bulgarie est éliminée à la suite de sa défaite (3-0) en Croatie, le 10 octobre 2015.
- L'Italie se qualifie pour l'Euro 2016 de football à la suite de sa victoire (1-3) en Azerbaïdjan, le 10 octobre 2015.
- La Norvège termine troisième du groupe et joue les barrages à la suite de sa défaite (2-1) en Italie, leur adversaire termine premier du groupe, le 13 octobre 2015.
- La Croatie termine deuxième du groupe et se qualifie pour l'Euro 2016 de football à la suite de sa victoire (0-1) à Malte, le 13 octobre 2015.

## Résultats et calendrier
| 1re journée                | Azerbaïdjan | 1 – 2   | Bulgarie                   | Bakcell Arena, Bakou                        |                                             |
| 9 septembre 2014 18h00 HEC | Nazarov 54e | (0 - 1) | 14e Micanski · 87e Hristov | Spectateurs : 11 000 Arbitrage : Alon Yefet | Spectateurs : 11 000 Arbitrage : Alon Yefet |
| 9 septembre 2014 18h00 HEC | Rapport     |         |                            | Spectateurs : 11 000 Arbitrage : Alon Yefet | Spectateurs : 11 000 Arbitrage : Alon Yefet |

|           | Croatie                   | 2 – 0   | Malte | Stade Maksimir, Zagreb                               |                                                      |
| 20h45 HEC | Modrić 46e · Kramarić 81e | (0 - 0) |       | Spectateurs : 8 333 Arbitrage : Vladislav Bezborodov | Spectateurs : 8 333 Arbitrage : Vladislav Bezborodov |
| 20h45 HEC | Rapport                   |         |       | Spectateurs : 8 333 Arbitrage : Vladislav Bezborodov | Spectateurs : 8 333 Arbitrage : Vladislav Bezborodov |

|           | Norvège | 0 – 2   | Italie                 | Ullevaal Stadion, Oslo                         |                                                |
| 20h45 HEC |         | (0 - 1) | 16e Zaza · 62e Bonucci | Spectateurs : 26 265 Arbitrage : Milorad Mažić | Spectateurs : 26 265 Arbitrage : Milorad Mažić |
| 20h45 HEC | Rapport |         |                        | Spectateurs : 26 265 Arbitrage : Milorad Mažić | Spectateurs : 26 265 Arbitrage : Milorad Mažić |

| 2e journée                | Bulgarie | 0 – 1   | Croatie           | Stade national Vassil-Levski, Sofia                  |                                                      |
| 10 octobre 2014 20h45 HEC |          | (0 - 1) | 36e (csc) Bodurov | Spectateurs : 29 733 Arbitrage : Antonio Mateu Lahoz | Spectateurs : 29 733 Arbitrage : Antonio Mateu Lahoz |
| 10 octobre 2014 20h45 HEC | Rapport  |         |                   | Spectateurs : 29 733 Arbitrage : Antonio Mateu Lahoz | Spectateurs : 29 733 Arbitrage : Antonio Mateu Lahoz |

|           | Italie            | 2 – 1   | Azerbaïdjan         | Stade Renzo-Barbera, Palerme                   |                                                |
| 20h45 HEC | Chiellini 44e 82e | (1 - 0) | 76e (csc) Chiellini | Spectateurs : 33 000 Arbitrage : Hüseyin Göçek | Spectateurs : 33 000 Arbitrage : Hüseyin Göçek |
| 20h45 HEC | Rapport           |         |                     | Spectateurs : 33 000 Arbitrage : Hüseyin Göçek | Spectateurs : 33 000 Arbitrage : Hüseyin Göçek |

|           | Malte   | 0 – 3   | Norvège                  | Ta' Qali Stadium, Ta' Qali                     |                                                |
| 20h45 HEC |         | (0 - 2) | 22e Dæhli · 26e 49e King | Spectateurs : 8 067 Arbitrage : Antony Gautier | Spectateurs : 8 067 Arbitrage : Antony Gautier |
| 20h45 HEC | Rapport |         |                          | Spectateurs : 8 067 Arbitrage : Antony Gautier | Spectateurs : 8 067 Arbitrage : Antony Gautier |

| 3e journée                | Croatie                                                                                 | 6 – 0   | Azerbaïdjan | Stade Gradski vrt, Osijek                       |                                                 |
| 13 octobre 2014 20h45 HEC | Kramarić 11e · Perišić 34e 45e · Brozović 45+1e · Modrić 57e (pen.) · Sadygov 61e (csc) | (4 - 0) |             | Spectateurs : 16 021 Arbitrage : Stephan Studer | Spectateurs : 16 021 Arbitrage : Stephan Studer |
| 13 octobre 2014 20h45 HEC | Rapport                                                                                 |         |             | Spectateurs : 16 021 Arbitrage : Stephan Studer | Spectateurs : 16 021 Arbitrage : Stephan Studer |

|           | Malte   | 0 – 1   | Italie    | Ta' Qali Stadium, Ta' Qali                      |                                                 |
| 20h45 HEC |         | (0 - 1) | 24e Pellè | Spectateurs : 16 942 Arbitrage : Ovidiu Haţegan | Spectateurs : 16 942 Arbitrage : Ovidiu Haţegan |
| 20h45 HEC | Rapport |         |           | Spectateurs : 16 942 Arbitrage : Ovidiu Haţegan | Spectateurs : 16 942 Arbitrage : Ovidiu Haţegan |

|           | Norvège                       | 2 – 1   | Bulgarie    | Ullevaal Stadion, Oslo                                |                                                       |
| 20h45 HEC | Elyounoussi 13e · Nielsen 72e | (1 - 1) | 43e Bodurov | Spectateurs : 18 990 Arbitrage : Olegário Benquerença | Spectateurs : 18 990 Arbitrage : Olegário Benquerença |
| 20h45 HEC | Rapport                       |         |             | Spectateurs : 18 990 Arbitrage : Olegário Benquerença | Spectateurs : 18 990 Arbitrage : Olegário Benquerença |

| 4e journée                 | Azerbaïdjan | 0 – 1   | Norvège       | Bakcell Arena, Bakou                              |                                                   |
| 16 novembre 2014 18h00 HEC |             | (0 - 1) | 25e Nordtveit | Spectateurs : 9 200 Arbitrage : Yevhen Aranovskiy | Spectateurs : 9 200 Arbitrage : Yevhen Aranovskiy |
| 16 novembre 2014 18h00 HEC | Rapport     |         |               | Spectateurs : 9 200 Arbitrage : Yevhen Aranovskiy | Spectateurs : 9 200 Arbitrage : Yevhen Aranovskiy |

|           | Bulgarie     | 1 – 1   | Malte             | Stade national Vassil-Levski, Sofia                  |                                                      |
| 20h45 HEC | Galabinov 6e | (1 - 0) | 49e (pen.) Failla | Spectateurs : 3 300 Arbitrage : Martin Strömbergsson | Spectateurs : 3 300 Arbitrage : Martin Strömbergsson |
| 20h45 HEC | Rapport      |         |                   | Spectateurs : 3 300 Arbitrage : Martin Strömbergsson | Spectateurs : 3 300 Arbitrage : Martin Strömbergsson |

|           | Italie       | 1 – 1   | Croatie     | San Siro, Milan                                |                                                |
| 20h45 HEC | Candreva 11e | (1 - 1) | 15e Perišić | Spectateurs : 63 222 Arbitrage : Björn Kuipers | Spectateurs : 63 222 Arbitrage : Björn Kuipers |
| 20h45 HEC | Rapport      |         |             | Spectateurs : 63 222 Arbitrage : Björn Kuipers | Spectateurs : 63 222 Arbitrage : Björn Kuipers |

| 5e journée             | Azerbaïdjan                 | 2 – 0   | Malte | Stade Tofiq-Béhramov, Bakou                    |                                                |
| 28 mars 2015 18h00 HEC | Huseynov 4e · Nazarov 90+2e | (1 - 0) |       | Spectateurs : 14 600 Arbitrage : Halis Özkahya | Spectateurs : 14 600 Arbitrage : Halis Özkahya |
| 28 mars 2015 18h00 HEC | Rapport                     |         |       | Spectateurs : 14 600 Arbitrage : Halis Özkahya | Spectateurs : 14 600 Arbitrage : Halis Özkahya |

|           | Croatie                                                                  | 5 – 1   | Norvège    | Stade Maksimir, Zagreb                                   |                                                          |
| 18h00 HEC | Brozović 30e · Perišić 53e · Olić 65e · Schildenfeld 87e · Pranjic 90+4e | (1 - 0) | 80e Tettey | Spectateurs : 23 920 Arbitrage : Carlos Velasco Carballo | Spectateurs : 23 920 Arbitrage : Carlos Velasco Carballo |
| 18h00 HEC | Rapport                                                                  |         |            | Spectateurs : 23 920 Arbitrage : Carlos Velasco Carballo | Spectateurs : 23 920 Arbitrage : Carlos Velasco Carballo |

|           | Bulgarie                 | 2 – 2   | Italie                    | Stade national Vassil-Levski, Sofia           |                                               |
| 20h45 HEC | Popov 11e · Micanski 17e | (2 - 1) | 4e (csc) Minev · 84e Éder | Spectateurs : 6 000 Arbitrage : Damir Skomina | Spectateurs : 6 000 Arbitrage : Damir Skomina |
| 20h45 HEC | Rapport                  |         |                           | Spectateurs : 6 000 Arbitrage : Damir Skomina | Spectateurs : 6 000 Arbitrage : Damir Skomina |

| 6e journée             | Croatie       | 1 – 1   | Italie      | Stade de Poljud, Split                      |                                             |
| 12 juin 2015 20h45 HEC | Mandžukić 11e | (1 - 1) | 36 Candreva | Spectateurs : 0 Arbitrage : Martin Atkinson | Spectateurs : 0 Arbitrage : Martin Atkinson |
| 12 juin 2015 20h45 HEC | Rapport       |         |             | Spectateurs : 0 Arbitrage : Martin Atkinson | Spectateurs : 0 Arbitrage : Martin Atkinson |

|           | Malte   | 0 – 1   | Bulgarie  | Ta' Qali Stadium, Ta' Qali                         |                                                    |
| 20h45 HEC |         | (0 - 0) | 56e Popov | Spectateurs : 3 924 Arbitrage : Aleksandar Stavrev | Spectateurs : 3 924 Arbitrage : Aleksandar Stavrev |
| 20h45 HEC | Rapport |         |           | Spectateurs : 3 924 Arbitrage : Aleksandar Stavrev | Spectateurs : 3 924 Arbitrage : Aleksandar Stavrev |

|           | Norvège | 0 – 0   | Azerbaïdjan | Ullevaal Stadion, Oslo                     |                                            |
| 20h45 HEC |         | (0 - 0) |             | Spectateurs : 21 228 Arbitrage : Paweł Gil | Spectateurs : 21 228 Arbitrage : Paweł Gil |
| 20h45 HEC | Rapport |         |             | Spectateurs : 21 228 Arbitrage : Paweł Gil | Spectateurs : 21 228 Arbitrage : Paweł Gil |

| 7e journée                 | Azerbaïdjan | 0 – 0   | Croatie | Bakcell Arena, Bakou                          |                                               |
| 3 septembre 2015 18h00 HEC |             | (0 - 0) |         | Spectateurs : 10 000 Arbitrage : Ruddy Buquet | Spectateurs : 10 000 Arbitrage : Ruddy Buquet |
| 3 septembre 2015 18h00 HEC | Rapport     |         |         | Spectateurs : 10 000 Arbitrage : Ruddy Buquet | Spectateurs : 10 000 Arbitrage : Ruddy Buquet |

|           | Bulgarie | 0 – 1   | Norvège    | Stade national Vassil-Levski, Sofia          |                                              |
| 20h45 HEC |          | (0 - 0) | 57e Forren | Spectateurs : 12 913 Arbitrage : Bas Nijhuis | Spectateurs : 12 913 Arbitrage : Bas Nijhuis |
| 20h45 HEC | Rapport  |         |            | Spectateurs : 12 913 Arbitrage : Bas Nijhuis | Spectateurs : 12 913 Arbitrage : Bas Nijhuis |

|           | Italie    | 1 – 0   | Malte | Stadio Artemio Franchi, Florence               |                                                |
| 20h45 HEC | Pellè 69e | (0 - 0) |       | Spectateurs : 12 551 Arbitrage : Ivan Kružliak | Spectateurs : 12 551 Arbitrage : Ivan Kružliak |
| 20h45 HEC | Rapport   |         |       | Spectateurs : 12 551 Arbitrage : Ivan Kružliak | Spectateurs : 12 551 Arbitrage : Ivan Kružliak |

| 8e journée                 | Malte                    | 2 – 2   | Azerbaïdjan         | Ta' Qali Stadium, Ta' Qali                     |                                                |
| 6 septembre 2015 18h00 HEC | Mifsud 56e · Effiong 71e | (0 - 1) | 36e 80e Amirguliyev | Spectateurs : 5 266 Arbitrage : Harald Lechner | Spectateurs : 5 266 Arbitrage : Harald Lechner |
| 6 septembre 2015 18h00 HEC | Rapport                  |         |                     | Spectateurs : 5 266 Arbitrage : Harald Lechner | Spectateurs : 5 266 Arbitrage : Harald Lechner |

|           | Norvège                        | 2 – 0   | Croatie | Ullevaal Stadion, Oslo                         |                                                |
| 18h00 HEC | Berget 51e · Ćorluka 69e (csc) | (0 - 0) |         | Spectateurs : 26 751 Arbitrage : Viktor Kassai | Spectateurs : 26 751 Arbitrage : Viktor Kassai |
| 18h00 HEC | Rapport                        |         |         | Spectateurs : 26 751 Arbitrage : Viktor Kassai | Spectateurs : 26 751 Arbitrage : Viktor Kassai |

|           | Italie             | 1 – 0   | Bulgarie | Stade Renzo-Barbera, Palerme                    |                                                 |
| 20h45 HEC | De Rossi 6e (pen.) | (1 - 0) |          | Spectateurs : 21 000 Arbitrage : Sergei Karasev | Spectateurs : 21 000 Arbitrage : Sergei Karasev |
| 20h45 HEC | Rapport            |         |          | Spectateurs : 21 000 Arbitrage : Sergei Karasev | Spectateurs : 21 000 Arbitrage : Sergei Karasev |

| 9e journée                | Azerbaïdjan | 1 – 3   | Italie                                   | Stade olympique de Bakou, Bakou |                            |
| 10 octobre 2015 18h00 HEC | Nazarov 31e | (1 - 2) | 11e Éder · 43e El Shaarawy · 65e Darmian | Arbitrage : William Collum      | Arbitrage : William Collum |
| 10 octobre 2015 18h00 HEC | Rapport     |         |                                          | Arbitrage : William Collum      | Arbitrage : William Collum |

|           | Norvège                    | 2 – 0   | Malte | Ullevaal Stadion, Oslo    |                           |
| 18h00 HEC | Tettey 19e · Søderlund 62e | (1 - 0) |       | Arbitrage : Arnold Hunter | Arbitrage : Arnold Hunter |
| 18h00 HEC | Rapport                    |         |       | Arbitrage : Arnold Hunter | Arbitrage : Arnold Hunter |

|           | Croatie                                | 3 – 0   | Bulgarie | Stade Maksimir, Zagreb                 |                                        |
| 20h45 HEC | Perišić 2e · Rakitić 42e · Kalinić 81e | (2 - 0) |          | Spectateurs : 0 Arbitrage : Artur Dias | Spectateurs : 0 Arbitrage : Artur Dias |
| 20h45 HEC | Rapport                                |         |          | Spectateurs : 0 Arbitrage : Artur Dias | Spectateurs : 0 Arbitrage : Artur Dias |

| 10e journée               | Bulgarie                       | 2 – 0   | Azerbaïdjan | Stade national Vassil-Levski, Sofia |                          |
| 13 octobre 2015 20h45 HEC | Aleksandrov 20e · Rangelov 56e | (1 - 0) |             | Arbitrage : Tamás Bognár            | Arbitrage : Tamás Bognár |
| 13 octobre 2015 20h45 HEC | Rapport                        |         |             | Arbitrage : Tamás Bognár            | Arbitrage : Tamás Bognár |

|           | Italie                   | 2 – 1   | Norvège    | Stade olympique de Rome, Rome |                         |
| 20h45 HEC | Florenzi 73e · Pellè 82e | (0 - 1) | 23e Tettey | Arbitrage : Felix Brych       | Arbitrage : Felix Brych |
| 20h45 HEC | Rapport                  |         |            | Arbitrage : Felix Brych       | Arbitrage : Felix Brych |

|           | Malte   | 0 – 1   | Croatie     | Ta' Qali Stadium, Ta' Qali |                            |
| 20h45 HEC |         | (0 - 1) | 25e Perišić | Arbitrage : Andre Marriner | Arbitrage : Andre Marriner |
| 20h45 HEC | Rapport |         |             | Arbitrage : Andre Marriner | Arbitrage : Andre Marriner |

## Buteurs
| Pos                 | Joueur            | Pays           | Buts |             |   |
| ------------------- | ----------------- | -------------- | ---- | ----------- | - |
| 1                   | Ivan Perišić      | Croatie        | 4    |             |   |
| 2                   | Rahid Amirguliyev | Azerbaïdjan    | 2    |             |   |
| 2                   | Dimitrij Nazarov  | Azerbaïdjan    | 2    |             |   |
| 2                   | Ilijan Micanski   | Bulgarie       | 2    |             |   |
| 2                   | Ivelin Popov      | Bulgarie       | 2    |             |   |
| 2                   | Marcelo Brozović  | Croatie        | 2    |             |   |
| 2                   | Andrej Kramarić   | Croatie        | 2    |             |   |
| 2                   | Luka Modrić       | Croatie        | 2    |             |   |
| 2                   | Antonio Candreva  | Italie         | 2    |             |   |
| 2                   | Giorgio Chiellini | Italie         | 2    |             |   |
| 2                   | Graziano Pellè    | Italie         | 2    |             |   |
| 2                   | 13                | Javid Huseynov | 2    | Azerbaïdjan | 1 |
| Nikolay Bodurov     | 13                | Bulgarie       |      |             | 1 |
| Andrey Galabinov    | 13                | Bulgarie       |      |             | 1 |
| Ventsislav Hristov  | 13                | Bulgarie       |      |             | 1 |
| Mario Mandžukić     | 13                | Croatie        |      |             | 1 |
| Ivica Olić          | 13                | Croatie        |      |             | 1 |
| Danijel Pranjić     | 13                | Croatie        |      |             | 1 |
| Gordon Schildenfeld | 13                | Croatie        |      |             | 1 |
| Leonardo Bonucci    | 13                | Italie         |      |             | 1 |
| Daniele De Rossi    | 13                | Italie         |      |             | 1 |
| Éder                | 13                | Italie         |      |             | 1 |
| Simone Zaza         | 13                | Italie         |      |             | 1 |
| Alfred Effiong      | 13                | Malte          |      |             | 1 |
| Clayton Failla      | 13                | Malte          |      |             | 1 |
| Michael Mifsud      | 13                | Malte          |      |             | 1 |
| Jo Inge Berget      | 13                | Norvège        |      |             | 1 |
| Mats Møller Dæhli   | 13                | Norvège        |      |             | 1 |
| Tarik Elyounoussi   | 13                | Norvège        |      |             | 1 |
| Vegard Forren       | 13                | Norvège        |      |             | 1 |
| Håvard Nielsen      | 13                | Norvège        |      |             | 1 |
| Håvard Nordtveit    | 13                | Norvège        |      |             | 1 |
| Alexander Tettey    | 13                | Norvège        |      |             | 1 |

### Buts contre son camp
| Joueur            | Pays                       | Buts csc |
| ----------------- | -------------------------- | -------- |
| Rashad Sadygov    | Azerbaïdjan (pour Croatie) | 1        |
| Nikolay Bodurov   | Bulgarie (pour Croatie)    | 1        |
| Yordan Minev      | Bulgarie (pour Italie)     | 1        |
| Vedran Ćorluka    | Croatie (pour Norvège)     | 1        |
| Giorgio Chiellini | Italie (pour Azerbaïdjan)  | 1        |